# بورنونیت
بورنونیت  (به انگلیسی: Bournonite) با فرمول شیمیایی  از مجموعه کانی هاست و از اسم یک کانی‌شناس فرانسوی (j.l.de Bournon) مشتق شده‌است. حل شونده در HNO۳ برای اولین بار در آلمان غربی کشف شد و از نظر شکل بلور: ماکله - منشورهای کوتاه، رنگ: خاکستری سربی -سیاه، شفافیت: کدر(اپاک)، جلا: فلزی، رخ: ناقص، سیستم تبلور: ارترومبیک و در رده‌بندی سولفور است و منشأ تشکیل آن هیدروترمال است.
همایند کانی‌شناسی (پارانژ) آن - گالن- اسفالریت- کالکوپیریت- تترائدریت است.
کاربرد آن: کانسار سرب، مس و استیبین، از نظر ژیزمان بلوری- اگرگات دانه‌ای نسبتاً کمیاب است و بیشتر در آلمان غربی و شرقی، اطریش، چک اسلواکی، رومانی، انگلستان، بولیوی، روسیه و پرو یافت می‌شود.